# Сталинская премия за выдающиеся изобретения и коренные усовершенствования методов производственной работы (1952)
В 1952 году были названы лауреаты Сталинской премии за выдающиеся изобретения и коренные усовершенствования методов производственной работы за 1951 год в Постановлениях Совета Министров СССР «О присуждении Сталинских премий за выдающиеся изобретенияи коренные усовершенствования методов производственной работы за 1951 год» (опубликовано в газете «Правда» 14 марта 1952 года).
Сумма вознаграждения для первой степени — 150 000 рублей, второй — 100 000 рублей, третьей — 50 000.

## Машиностроение

### Первая степень
1. Микоян, Артём Иванович, руководитель работы, гл. конструктор, Брунов, Анатолий Григорьевич, Гуревич, Михаил Иосифович, Ромодин, Владимир Александрович, зам. гл. конструктора, Андреев, Анатолий Анатольевич, Андрианов, Николай Иванович, Беляков, Ростислав Аполлосович, Волков, Николай Иванович, Гончаров, Иван Фёдорович, Ковалевский, Константин Павлович, Кургузов, Дмитрий Николаевич, Лозино-Лозинский, Глеб Евгеньевич, Мазурин, Владимир Николаевич, Матюк, Николай Захарович, Нефёдов, Анатолий Алексеевич, Розанов, Константин Николаевич, Седов, Григорий Александрович, Сорокин, Анатолий Алексеевич, Стурцель, Юлий Богуславович, инженеры, — за создание самолёта МиГ-17
2. Туполев, Андрей Николаевич, руководитель работы, гл. конструктор, Архангельский, Александр Александрович, Базенков, Николай Ильич, зам. гл. конструктора, Бонин, Александр Романович, Горский, Дмитрий Александрович, Егер, Сергей Михайлович, Лебедев, Иван Степанович, Марков, Дмитрий Сергеевич, Минкнер, Курт Владимирович, Свешников, Константин Петрович, Стерлин, Александр Эммануилович, Черёмухин, Алексей Михайлович, инженеры, — за работу в области самолётостроения

### Вторая степень
1. Демьянович, Анатолий Николаевич, руководитель работы, гл. инженер, Мицын, Пётр Васильевич, Троицкий, Иван Фёдорович, зам. гл. конструктора, Бондин, Евгений Александрович, Чернов, Дмитрий Андреевич, нач. цехов, Хлебников, Анатолий Степанович, зам. гл. металлурга, Крицын, Александр Ильич, гл. технолог, Ахлюстин, Афанасий Михайлович, нач. отделения цеха, Овчинников, Николай Андреевич, наладчик, Синица, Николай Софронович, нач. производства, работники Челябинского Кировского завода, — за коренные усовершенствования процесса производства гусеничных тракторов «Сталинец-80» и повышение их эксплуатационных качеств
2. Доллежаль, Николай Антонович, руководитель работы, директор, Секунова, Ольга Николаевна, нач. отдела НИИхиммаш; Захарьев, Иван Иванович, ст. инженер Ленинградского филиала НИИхиммаш; Гончаренко, Пётр Тимофеевич, гл. инженер, Карбовничий, Василий Артёмович, инженер, Миронов, Михаил Михайлович, ст. инженер-конструктор СМСЗ имени М. В. Фрунзе; Горанин, Борис Григорьевич, нач. ГУ ММиП СССР, — за разработку конструкции и освоение производства мощных компрессоров высокого давления
3. Ильюшин, Сергей Владимирович, руководитель работы, гл. конструктор, Бугайский, Виктор Никифорович, Рогов, Константин Васильевич, зам. гл. конструктора, Астахов, Михаил Фёдорович, Зотов, Николай Фёдорович, Левин, Анатолий Яковлевич, Литвинович, Георгий Михайлович, Никитин, Михаил Иванович, Санков, Евгений Иванович, Павловский, Борис Витальевич, Фёдоров Виктор Александрович, конструкторы, — за работу в области самолётостроения
4. Кирнарский, Александр Александрович, руководитель работы, гл. конструктор, Артизанов, Евгений Андреевич, нач. КБ, Хрычиков, Александр Михайлович, ведущий инженер, Севенко, Павел Пантелеймонович, нач. корпуса ХЗТМ; Махонин, Сергей Несторович, зам. МТМ СССР, Иванов Василий Иванович, ст. мастер Харьковского завода тепловозного электрооборудования, Якобсон, Пётр Васильевич, гл. инженер отдела МПС СССР, — за создание конструкции и организацию серийного выпуска магистральных тепловозов ТЭ-2
5. Кореньков, Василий Алексеевич, руководитель работы, нач. отдела ГУ МСХ СССР, Еремеев, Иосиф Дмитриевич, Мельников, Георгий Алексеевич, н. с. ВНИИ свекловичного полеводства, — за создание трёхрядного свёклокомбайна
6. Ковальчук, Захар Иванович, руководитель работы, гл. конструктор, Юденков, Пётр Афанасьевич, нач. КБ МССП СССР; Кудинов, Борис Алексеевич, гл. конструктор, Глазков Василий Андреевич, руководитель группы, Нечаев, Владимир Сергеевич, ст. мастер, Потапов, Владимир Петрович, нач. цеха, Пошибайлов, Давид Маркович, токарь-расточник, работники КЗТМ; Моссолов, Семён Андреевич, гл. конструктор, Коблов, Александр Петрович, ведущий конструктор группы ССЗ «Комсомолец», — за создание и освоение гаммы зубофрезерных станков
7. Легейда, Андрей Иванович, нач. ГУ МСДМ СССР, Эстрин, Михаил Исаакович, руководитель лаборатории, Лебедев, Константин Петрович, инженер-конструктор, Стригин, Евгений Гаврилович, нач. отдела, работники Ленинградского филиала ВНИИСДМ; Скибицкий, Сергей Николаевич, инженер-конструктор, Совсимов, Пётр Маркович, гл. инженер; Защепин, Алексей Никитович, нач. отдела ДорНИИ, коллектив авторов, — за создание конструкций и промышленное освоение комплекса машин для дорожного строительства
8. Ломакин, Александр Александрович, руководитель работы, нач. отдела, Мартьянов, Георгий Иванович, нач. сварочного бюро, Сироткин, Николай Васильевич, Мошков, Анатолий Михайлович, сварщик, Васильев, Никандр Иванович, нач. цеха, работники ЛМЗ имени И. В. Сталина, — за создание конструкции горячих крекинговых насосов высокого давления центробежного типа
9. Маурер, Анатолий Фёдорович, Буленков, Сергей Ефимович, руководители работы, Александров, Игорь Алексеевич, Выскребенцев, Иван Иванович, Гусинский, Залман Самуилович, Иванов, Борис Алексеевич, Кобзарь, Леонид Фёдорович, Коваль, Леонид Тимофеевич, Максимихин, Пётр Алексеевич, н. с. института; Бресткин, Александр Павлович, Зейдель, Леонид Фёдорович, инженеры, Баштовой, Николай Иванович, Леваков, Алексей Степанович, Маравин, Юрий Алексеевич, — за работу в области техники
10. Мецхваришвили, Николай Георгиевич, руководитель работы, Куинджи, Анатолий Александрович, Лаврентьев, Пётр Денисович, Блинов, Павел Васильевич, Болтунов, Николай Иванович, Ворожбиев, Евстафий Васильевич, Данилов, Василий Иванович, Комаров Михаил Семёнович, Кононенко, Михаил Леонтьевич, Ларкин Анатолий Иванович, Лашманов, Александр Андреевич, Никольский, Владимир Иванович, Овдиенко, Михаил Андреевич, Орманов, Пламен Иванович, Подзолов, Павел Алексеевич, Попов, Виктор Евгеньевич, Титков, Сергей Михайлович, Чеченя, Леонид Степанович, — за работу в области машиностроения
11. Романов, Дмитрий Васильевич, руководитель работы, Андреев Александр Иванович, Кочерыгин, Николай Васильевич, Михеев, Николай Владимирович, Мичков, Василий Николаевич, Семёнов, Евгений Сергеевич, Тарасова, Зинаида Михайловна, Трещёв, Фёдор Иванович, инженеры завода и института; Данилин, Павел Дмитриевич, нач. цеха, Афанасьев, Сергей Александрович, инженер, — за коренное усовершенствование производства
12. Стечкин, Игорь Яковлевич, — за создание АПС
13. Толстой, Василий Сергеевич, руководитель работы, Брыкин, Серафим Васильевич, инженеры, Кривинец, Яков Григорьевич, техник, — за создание электрифицированного двухконсольного крана грузоподъёмностью 120 тонн
14. Филатов, Анатолий Георгиевич, гл. конструктор, Ганиченко, Георгий Евдокимович, конструктор, Лившиц, Самуил Вениаминович, нач. лаборатории, Дроздов, Алексей Дмитриевич, зам. нач. цеха, Сарафанов, Борис Константинович, слесарь, работники ССЗ «Красный Пролетарий»; Груздев, Алексей Николаевич, гл. техник, Сосипаторов, Василий Фёдорович, нач. цеха завода «Станколит», коллектив авторов, — за создание винторезного станка высокой точности
15. Шевченко, Михаил Васильевич, руководитель работы, Тараскевич, Александр Матвеевич, Белобородов, Константин Георгиевич, конструкторы, Цодоков, Самсон Моисеевич, руководитель группы, работники КБ МССП СССР; Шишов, Николай Михайлович, ст. мастер МССЗ имени С. Орджоникидзе, Секретев, Дмитрий Михайлович, зам. нач. управления МССП СССР, — за создание гаммы специальных станков для нарезания конической резьбы на трубах и муфтах

### Третья степень
1. Андиев, Магомед Омар оглы, колхозник Белоканского колхоза имени К. Е. Ворошилова АзССР, — за создание машины для очистки орехов от плюски
2. Багдатьев, Рубен Григорьевич, зав. бюро, Лапин, Александр Иванович, ст. технолог, Грачёв, Анатолий Иванович, нач. цеха, Фесечко, Николай Фёдорович, инженер завода «Фрезер»; Бадаева, Анна Антоновна, зам. нач. отдела ВНИИИ, Котоусов, Николай Георгиевич, руководитель группы КБ МССП СССР, Егоров, Николай Алексеевич, гл. конструктор ГУ МССП СССР, — за создание новой технологии производства спиральных сверл
3. Богомолов, Леонид Петрович, руководитель работы, Эфендиев, Гамид Эминович, директор, Кузин, Александр Васильевич, гл. инженер, Романов, Борис Фёдорович, гл. технолог завода имени лейтенанта Шмидта; Крянин, Иван Романович, нач. отдела, Горожанкин, Арсений Николаевич, зав. лабораторией, Калмыков, Иван Михайлович, инженер ЦНИИТМ; Фаерман, Исаак Львович, нач. отдела АзНИИДН, — за разработку и внедрение уникального оборудования для новой технологии в производство термообработанных штанг для насосной добычи нефти
4. Бондарчик, Николай Андреевич, руководитель работы, гл. конструктор, Иваницкий, Анатолий Александрович, нач. цеха, Овчаренко, Фёдор Павлович, ст. конструктор Краматорского завода тяжёлого станкостроения; Боровков, Алексей Семёнович, Ромм, Ванда Артемьевна, ст. конструкторы, Репин, Тимофей Васильевич, руководитель группы КБ МССП СССР; Берлявский, Эфроим Абович, Шерышев, Алексей Алексеевич, ст. конструкторы ССЗ имени В. М. Молотова, Будяков, Александр Александрович, нач., Шапиро, Исаак Леонович, нач. бюро Украинской конторы треста «Электропривод» МЭП, — за создание тяжёлых станков для обработки крупных валков
5. Борисов, Александр Лаврентьевич, руководитель работы, зам. гл. конструктора, Сопляков, Александр Игнатьевич, Ружейников, Владимир Адрианович, ст. инженеры — технологи, Верёвкин, Лев Павлович, нач. цеха Чимкентского завода пресс-автоматов имени М. И. Калинина, — за создание автоматов холодной и горячей высадки шариков и роликов
6. Боровиков, Филипп Алексеевич, руководитель работы, Богданов Василий Иванович, инженер, — за работу в области техники
7. Бушуев, Сергей Михайлович, токарь Московского автозавода имени И. В. Сталина, Савич, Евгений Францевич, фрезеровщик Ленинградского Кировского завода, Кисляков, Константин Сергеевич, токарь-карусельщик ХТГЗ имени С. М. Кирова, Кулагин, Борис Иванович, токарь Московского завода шлифовальных станков, Жиров, Василий Иванович, сверловщик Средневолжского ССЗ, Казаков, Анатолий Сергеевич, техник ГАЗ имени В. М. Молотова, — за коренные усовершенствования методов производственной работы
8. Васильев Владимир Иванович, Александров, Фёдор Тимофеевич, Хопёрский, Николай Илларионович, н. с. ВНИИТЛМ, Беляев, Борис Алексеевич, гл. конструктор, Дворников, Михаил Павлович, директор завода «Текстильмаш»; Захаров, Иван Степанович, гл. инженер ГУ ММП СССР, Турков, Алексей Иванович, зам. гл. инженера Ташкентского текстильного комбината имени И. В. Сталина, коллектив авторов, — за создание и освоение разрыхлительно-трепального агрегата
9. Васильев, Семён Афанасьевич, руководитель работы, ст. н. с., Молчанов, Александр Петрович, Резниченко, Марк Яковлевич, н. с. ВИСХОМ; Ивачкин, Василий Николаевич, директор Харьковского завода имени М. В. Фрунзе, — за разработку и внедрение износостойких стальных триерных цилиндров
10. Верещагин, Леонид Фёдорович, руководитель работы, зав., Иванов, Виктор Ефимович, гл. инженер — конструктор лаборатории ИОХАН; Шавров, Павел Иванович, зам. нач. отдела, Витковский, Павел Фёдорович, слесарь — бригадир завода, — за создание гидравлических компрессоров сверхвысокого давления
11. Виноградов, Константин Константинович, руководитель работы, инженер, Андрунас, Чеслав Иванович, нач. мастерской, Партикевич, Фёдор Власович, нач. лаборатории, Орынянский, Иван Лаврентьевич, нач. производства, Ратников, Владимир Васильевич, токарь, Постнов, Владимир Михайлович, слесарь, работники НКМЗ имени И. В. Сталина; Абанов, Леонид Васильевич, инженер, Умнягин, Михаил Григорьевич, директор института «Оргтяжмаш»; Устюжанинов, Марк Иннокентьевич, инженер ЦНИИТМ, Ревин, Иван Андреевич, гл. инженер Управления МТМ СССР, — за освоение производства подшипников жидкостного трения для прокатных станов
12. Гостев, Пётр Иванович, руководитель работы, ст. инженер-конструктор, Лазаренко, Тихон Павлович, гл. инженер, Бондаренков, Павел Петрович, Антонов, Михаил Николаевич, Ушаков, Борис Иванович, Добрынин, Константин Иванович, инженеры Ленинградского завода бумагоделательного оборудования имени Второй пятилетки, — за создание и освоение машин для выработки тонкой конденсаторной бумаги
13. Жандарова, Антонина Петровна, Следкова (Агафонова) Ольга Павловна, токари Люблинского ЛМЗ имени Л. М. Кагановича, — инициаторы соцсоревнования за отличное выполнение каждой производственной операции
14. Зубарев, Николай Гордеевич, руководитель работы, гл. конструктор, Лисняк, Павел Яковлевич, директор, Дидук, Мария Лукьяновна, инженер-конструктор, Бурейко, Антон Миронович, слесарь ХТЗ имени С. Орджоникидзе; Медведев, Иван Никитович, директор, Сериков, Сергей Александрович, гл. инженер, Кацевич, Константин Адамович, гл. конструктор Харьковского ТСЗ, — за создание универсального садово-огородного трактора
15. Ионов, Амфилогий Павлович, руководитель работы, Нестеров, Иван Федотович, Шаройко, Семён Емельянович, инженеры, — за работу в области техники
16. Курбатов, Гавриил Петрович, руководитель работы, гл. инженер, Баталов, Николай Михайлович, ведущий инженер, Власов, Иван Николаевич, сварщик, Дмитриев, Павел Григорьевич, мастер литейного цеха, Иванов Андрей Николаевич, зам. гл. инженера, Парамонов, Неон Фёдорович, нач. цеха, Петраковский, Виктор Михайлович, ст. инженер завода «Динамо» имени С. М. Кирова, — за разработку конструкций и внедрение в производство серии крановых и металлургических электродвигателей переменного тока
17. Лавров, Глеб Александрович, руководитель работы, гл. конструктор, Александровский, Демьян Александрович, ст. конструктор, Стрижов, Геннадий Иванович, ст. технолог, Торицын, Иван Иванович, слесарь, Шишкин, Николай Алексевич, гл. инженер Щербаковского завода полиграфических машин; Елисеев, Николай Никитич, сотрудник ГУ ММП СССР, — за создание и освоение производства двухоборотных плоскопечатных машин
18. Макаров, Николай Фёдорович, — за создание ПМ
19. Мацепуро, Михаил Ефремович, руководитель работы, д. ч. АН БССР, Беспалов, Тимофей Мефодиевич, сотрудник ИМСХ АН БССР, Лапин, Николай Александрович, гл. конструктор, Когосьянц, Андрей Исаакович, директор ЗДМ имени И. В. Сталина, — за создание и освоение производства высокопроизводительных канавокопателей для механизации мелиоративных и ирригационных работ
20. Ниловский, Иван Александрович, сотрудник ВИСХОМ, — за создание и широкое внедрение нового сварочного способа ремонта лемехов
21. Рачков, Александр Семёнович, руководитель работы, Борисов, Виктор Иванович, Бубнов, Константин Петрович, Кузнецов Николай Александрович, Крапоткин, Сергей Иванович, Нестеров, Евгений Васильевич, Воверис, Виктор Павлович, Богуславский, Пётр Евгеньевич, Бурмистров, Павел Иванович, Гладкий, Владимир Фомич, инженеры, Махинин, Андрей Пантелеевич, сборщик, — за работу в области машиностроения
22. Розов Николай Сергеевич, Макогон, Всеволод Арсеньевич, Острецов, Анатолий Яковлевич, Егин, Борис Васильевич, Акимов, Феофил Никитич, Глуховский, Корнелий Аркадьевич, Аллилуев, Александр Филиппович, Тер-Погосян, Арам Мисахович, Иваненко, Николай Яковлевич, Дмитриев, Алексей Дмитриевич, инженеры, коллектив авторов, — за коренные усовершенствования методов производства в судостроительной промышленности
23. Спиридонов, Константин Алексеевич, руководитель работы, зам. гл. конструктора бюро, Власов, Михаил Михайлович, формовщик, Чижик, Александр Игнатьевич, нач. лаборатории, Казанина, Анастасия Ивановна, ст. мастер, Степанов, Иван Михайлович, нач. бюро монтажа, Колотилов, Александр Николаевич, Бутырин, Александр Степанович, Яковлев, Анатолий Михайлович, нач. секторов, Сидоров, Андрей Александрович, электросварщик, Степанов, Пётр Трофимович, ст. мастер, Чернышёв, Пётр Сергеевич, нач. бюро ЛМЗ имени И. В. Сталина; Бобырев, Тимофей Романович, зам. МТМ СССР, — за разработку конструкции и освоение производства унифицированной серии паровых турбин высокого давления
24. Страшко, Александр Яковлевич, гл. механик «Главстальконструкции» МСПТИ СССР, Матвеенко, Михаил Митрофанович, зам. гл. конструктора, Корба, Николай Евгеньевич, гл. конструктор, Махлин, Борис Иосифович, зам. гл. технолога, Шойхет, Фишель Моисеевич, инженер, Реллер, Иван Илларионович, бригадир, работники Кранового завода имени Январского восстания; Ходов, Михаил Петрович, инженер, Ашурков, Виталий Иванович, руководитель бригады конторы «Промстальмонтаж»; Розанов, Анатолий Александрович, нач. цеха мехзавода «Стальконструкция», Беляк, Демьян Игнатьевич, гл. инженер, Меренков, Алексей Степанович, гл. конструктор ГУ МСДМ СССР, — за создание группы полноповоротных самоходных кранов
25. Турок, Семён Львович, руководитель работы, Ожерелков, Георгий Фёдорович, Пантелеев, Василий Иванович, Шиманский, Степан Антонович, инженеры, Кулебякин, Анатолий Фёдорович, Слесарев, Сергей Иванович, механики, — за разработку печатной машины

## Приборостроение

### Первая степень
1. Христианович, Сергей Алексеевич, руководитель работы, академик, Фоломеев, Алексей Филимонович, Антонов Дмитрий Иванович, Суржин, Кирилл Николаевич, Воронин, Григорий Иванович, Симонов, Лев Алексеевич, Аристархов, Серафим Алексеевич, Белянин, Борис Владимирович, Горский, Иван Павлович, Зименков, Василий Иванович, Овчаренко, Александр Петрович, Овчинников, Валентин Николаевич, Ремизевич, Вячеслав Александрович, Стрельцов, Александр Тихонович, н. с. института, — за работу в области техники

### Вторая степень
1. Гребенщиков, Илья Васильевич, руководитель работы, академик, Суйковская, Нина Владимировна, Крылова-Лукомская, Татьяна Николаевна, Власов, Анатолий Григорьевич, Андреев Юрий Николаевич, н. с. института, — за работу в области приборостроения
2. Коншин, Михаил Дмитриевич, руководитель работы, профессор, Кожевников, Николай Петрович, Соколова, Надежда Александровна, н. с. института, Лукашевич, Леонид Антонович, Романовский, Георгий Владимирович, — за работу в области техники
3. Лебедев Иван Васильевич, руководитель работы, Архипов, Михаил Александрович, Замятин Константин Иванович, инженеры, — за работу в области приборостроения
4. Лобанов, Николай Александрович, Привалов, Алексей Иванович, руководители работы, Алексеев, Михаил Александрович, Гриншпан, Рувим Лазаревич, Грызлов, Анатолий Иванович, Кавардаев, Михаил Алексеевич, Лысков, Виктор Иванович, Ткачёв, Фёдор Дмитриевич, инженеры, Дрязгов, Михаил Павлович, Лукашёв, Борис Фёдорович, Петров, Иван Александрович, конструкторы, Глушков, Игорь Львович, нач. отдела министерства, Иванов, Георгий Мартынович, — за создание образцов новой техники
5. Смирнов, Гавриил Сергеевич, руководитель работы, Тафеев, Георгий Павлович, Александровская, Галина Васильевна, Карабанов, Николай Иванович, н. с. института; Ефимов, Павел Алексеевич, Иванов Виктор Александрович, Липин, Хаим Шлиомович, Ильин, Василий Иванович, Дагаев, Юрий Михайлович, Воробьёв, Владимир Исаевич, Фадеев, Виктор Николаевич, Макарова, Зоя Александровна, инженеры, — за работу в области приборостроения

### Третья степень
1. Борисевич, Евгений Сигизмундович, руководитель работы, Суходольский, Владимир Васильевич, Хончев, Валентин Васильевич, Забелин, Михаил Васильевич, Копелев, Вениамин Соломонович, Кирпичёв, Николай Семёнович, Глуховцев, Николай Иванович, — за создание приборов
2. Гладков, Кирилл Александрович, руководитель работы, Воронцов, Георгий Константинович, Дроздов, Николай Яковлевич, Куликов, Фёдор Васильевич, Морозова, Анжелика Михайловна, Нащёкин, Константин Васильевич, Пестова, Любовь Моисеевна, инженеры, — за организацию серийного производства нового изделия
3. Гуменюк, Борис Андреевич, руководитель работы, Воробьёв, Анатолий Иванович, Дедов, Герман Петрович, Лобанов, Константин Александрович, Прокудин Алексей Николаевич, Бугаков, Пётр Иванович, инженеры; Тянутова, Галина Васильевна, н. с. НИИ, — за освоение производства высокоточного прибора
4. Жоховский, Михаил Константинович, зам. директора, Граменицкий, Владимир Николаевич, руководитель лаборатории МГИМИП; Индрик, Павел Владимирович, ст. н. с. ВНИИМ имени Д. И. Менделеева, Григорьев, Николай Алексеевич, мастер-механик ЛЭЗ «Эталон», — за создание и внедрение образцовых приборов и установок для измерения усилий и давлений
5. Каврайский, Владимир Владимирович, профессор ЛГУ имени А. А. Жданова, — за создание новых мореходных инструментов — пеленгатора и наклономера
6. Куликов, Дмитрий Кузьмич, ст. н. с. ИТААН, — за теорию и расчёт астрономических таблиц для быстрого измерения времени при геодезических работах
7. Петухов, Сергей Фёдорович, слесарь-механик, Кетлеров, Виктор Константинович, нач. цеха, Иванов Иван Павлович, слесарь-механик, Шапкина, Клавдия Ивановна, мастер, работники Инструментального завода ММП СССР; Дудин, Василий Иванович, гл. технолог, Нечаев, Серафим Дмитриевич, нач. бюро, Ананьев, Илья Андреевич, Петров Георгий Иванович, слесари, работники часового завода, Щекотов, Виктор Петрович, нач. цеха электромеханического завода, коллектив авторов, — за организацию отечественного производства инструментов и приборов для часовой промышленности
8. Плавский, Константин Константинович, руководитель работы, Ремезов, Юрий Владимирович, Сергеев Григорий Алексеевич, Ячин, Валериан Сергеевич, инженеры, — за создание новых приборов
9. Степанченко, Александр Филиппович, руководитель работы, Герчиков, Иоэль Соломонович, Комарь, Николай Андреевич, сотрудники Донецкого НИУИ; Барзилович, Пётр Павлович, гл. инженер, Смоленников, Борис Семёнович, инженер завода «Красный пролетарий»; Малюков, Пётр Ильич, инженер МУП СССР, Гетманц, Александр Маркович, энергетик шахты, — за разработку и внедрение в угольную промышленность аппаратуры сигнализации, централизации и блокировки для подземного транспорта шахт, опасных по газу и пыли

## Металлургия

### Вторая степень
1. Бешлык, Александр Сергеевич, директор, Карсский, Владимир Евгеньевич, гл. инженер, Крохмалёв, Григорий Иванович, формовщик Лутугинского чугунолитейного завода; Кривошеев, Андрей Евдокимович, доцент ДМИ имени И. В. Сталина, Зиновьев, Николай Валентинович, инженер МЧМ СССР, Куклин, Яков Семёнович, мастер НТМЗ имени В. В. Куйбышева, Писаренко, Григорий Андреевич, ст. н. с. Уральского НИИЧМ, Черкун, Нестор Александрович, нач. цеха Днепропетровского чугунно-вальцеделательного завода, коллектив авторов, — за коренное усовершенствование вальцелитейной технологии
2. Бойченко, Михаил Степанович, руководитель работы, Кутырина, Вера Михайловна, Ламинцев, Георгий Константинович, Николаев, Николай Алексеевич, Рутес, Виктор Савельевич, Фульмахт, Вениамин Вениаминович, Мишин, Сергей Афанасьевич, рабочий юн. с. ЦНИИчермет, — за разработку конструкции машины и технологии полунепрерывного литья стали
3. Вологдин, Валентин Петрович, ч.-к. АН СССР, Глушков, Владимир Николаевич, гл. технолог, Мансуров, Александр Матвеевич, нач. отдела ГИПЗ; Богданов, Валентин Николаевич, Перовский, Сергей Николаевич, зам. нач. отдела, Шамов, Александр Николаевич, нач. отдела, сотрудники НИИ промышленного применения токов высокой частоты, Бабенко, Виктор Алексеевич, Шульга, Василий Антонович, зам. нач. цеха, Кулаков, Сергей Григорьевич, ст. технолог цеха, Устинкин, Владимир Степанович, штамповщик, работники завода, — за разработку и осуществление нового типа кузнечного цеха МСЗ
4. Голиков, Игорь Николаевич, руководитель работы, Волкович, Василий Алексеевич, нач. лаборатории, Корнеенков, Александр Нестерович, гл. инженер, Перцев, Михаил Андреевич, директор ЗМЗ; Мурзин, Иван Иванович, гл. инженер, Расторгуев, Алексей Андреевич, нач. лаборатории ЦНИИчермет, — за коренное усовершенствование технологии термической обработки легированной стали
5. Минкевич, Анатолий Николаевич, доцент МИС имени И. В. Сталина, — за разработку и внедрение высокопроизводительных методов химико-термической обработки стали
6. Сажин, Николай Петрович, руководитель работы, профессор, Шманенков, Иван Васильевич, Эльхонес, Наталия Матвеевна, Кац, Генриетта Азриельевна, Белов, Сергей Тимофеевич, Корнев, Фёдор Григорьевич, Назаренко, Василий Андреевич, Фрайман, Иосиф Борисович, Аверьянова, Валентина Павловна, Цепюк, Антонина Евстафьевна, Глушко, Алексей Степанович, — за выявление сырьевых ресурсов, разработку и освоение технологии производства нового типа промышленной продукции
7. Трегубов, Аркадий Исаакович, руководитель работы, директор, Устинов, Григорий Яковлевич, Рождественский, Пётр Алексеевич, Киселёв, Григорий Тихонович, Аврутин, Яков Маркович, Клюкин, Николай Федотович, Оборин, Владимир Александрович, Вотинов, Фёдор Степанович, Чернышёв, Виктор Михайлович, Загуляев, Тимофей Николаевич, работники металлургического завода, — за коренное усовершенствование методов производственной работы
8. Шаров, Геннадий Васильевич, руководитель работы, Гончаров, Георгий Иванович, Жмурова, Александра Евсеевна, Павловский, Сергей Иосифович, Трошин, Николай Фёдорович, инженеры, Заварыкин, Пётр Васильевич, ст. вальцовщик блюминга, Зенков, Трофим Федотович, мастер стана, Ленивцев, Михаил Семёнович, сифонщик литейного цеха, Потапов, Александр Ильич, вальцовщик, Черняев, Митрофан Анисимович, разливщик, работники металлургического комбината; Шендеров, Зиновий Лазаревич, ст. н. с. МНИ имени И. М. Губкина, — за разработку технологии и организацию производства специальной стали

### Третья степень
1. Аваков, Артём Иванович, руководитель работы, Бердичевский, Григорий Израилевич, Перельштейн, Наум Львович, н. с. НИИ МСПМ СССР; Поликанов, Василий Андреевич, управляющий трестом, Ладинский, Анатолий Сергеевич, инженер МСПМ СССР, Дунаев, Василий Петрович, гл. инженер мехзавода Главпромстроя, Алексеев, Николай Леонидович, гл. инженер ЛЗСМ, — за разработку и внедрение холодносплющенной арматуры для железобетона и станов для её изготовления
2. Голубев, Николай Сергеевич, гл. инженер, Красильников, Александр Фёдорович, Осетров, Пётр Петрович, Соколов Николай Васильевич, Туленков, Константин Иванович, инженеры, Шилкин, Константин Михайлович, нач. цеха покрытий завода, — за разработку и внедрение нового способа производства оцинкованной проволоки
3. Данков, Владимир Александрович, руководитель работы, нач. лаборатории, Виноградов, Сергей Владимирович, инженер ГНИПИ по обработке цветных металлов, Покровская, Галина Николаевна, нач. лаборатории завода, Баженов, Михаил Фёдорович, инженер МЦМ СССР, Каганович, Идель Нейхович, нач. цеха, Коптев, Александр Фёдорович, литейщик, Баталов, Виктор Евстафьевич, мастер завода, — за разработку и внедрение технологии непрерывного литья цветных сплавов
4. Дзюба, Сергей Владимирович, руководитель работы, директор завода, Яковлев, Михаил Алексеевич, гл. инженер, Газизуллин, Загидулла, ст. плавильщик, Холопов, Василий Васильевич, директор завода, Красных, Иван Фёдорович, зам. директора ЦНИИчермет, — за коренное усовершенствование технологического процесса производства сплавов
5. Калинин, Константин Петрович, руководитель работы, Лузенберг, Адольф Августович, Миллер, Леонид Евгеньевич, Зикеев, Михаил Васильевич, инженеры, Дербенёва, Анна Васильевна, техник, Филатов, Иван Гаврилович, литейщик, Филенков, Леонид Иванович, гл. энергетик, — за разработку и освоение производства металла высокого качества
6. Коган, Арон Исаакович, руководитель работы, нач. лаборатории, Зиновьев, Пётр Васильевич, фрезеровщик, Мельников Александр Григорьевич, гл. технолог, Отрезаев, Александр Иванович, нач. цеха, — за разработку и внедрение высокопроизводительного метода изготовления сложных пресс-форм
7. Кузнецов Василий Сергеевич, руководитель работы, нач. отделения, Дмитриев, Константин Иванович, Яковлев, Николай Петрович, техники-конструкторы, Чернозубов, Алексей Павлович, слесарь-механик, Яковлев, Виктор Петрович, нач. отделения, Гончарова, Гликерия Петровна, зам. гл. инженера Московского комбината твёрдых сплавов, — за механизацию и автоматизацию основных трудоёмких процессов в производстве твёрдых сплавов
8. Любавский, Константин Васильевич, руководитель работы, профессор, Лазарев, Борис Ильич, Ларин, Фёдор Фёдорович, Пашуканис, Франц Иосифович, н. с. ЦНИИТМ, Лейначук, Евгений Иванович, Подгаецкий, Владимир Владимирович, н. с. ИЭС имени Е. О. Патона АН УССР, Бондарев, Константин Тимофеевич, директор, Ференс, Антон Яковлевич, нач. цеха завода, — за разработку и широкое внедрение серии флюсов для автоматической сварки
9. Покровский, Алексей Васильевич, руководитель работы, Попов, Виталий Иванович, Серяпин, Александр Дмитриевич, Яздовский, Владимир Иванович, — за работу в области техники
10. Чупраков, Виктор Яковлевич, руководитель работы, инженер, Кузнецов Анатолий Иванович, бригадир глинозёмщиков, Приладышев, Андрей Васильевич, мастер цеха, Семёнов, Николай Емельянович, бригадир-автоклавщик, Рудаков, Леонид Андреевич, техник, Елисеев, Тимофей Максимович, нач. отделения цеха, Коновалов, Иван Васильевич, инженер, Сабадаш, Ефим Иванович, бригадир печей, Сидоренко, Вера Васильевна, нач. опытного завода, — за коренное усовершенствование методов производственной работы на металлургическом заводе

## Разведка и добыча полезных ископаемых

### Первая степень
1. Топчиев, Алексей Васильевич, руководитель работы, директор, Балыков, Владимир Михайлович, гл. конструктор проекта, Пичугин, Александр Александрович, нач. отдела, Ксенофонтов, Николай Михайлович, гл. конструктор проекта, сотрудники ГПКЭИУМ; Островский, Семён Моисеевич, гл. инженер комбината «Артёмуголь», Чичкан, Александр Яковлевич, механик участка, Сугоняко, Виктор Евгеньевич, Стародубцев, Ефим Кузьмич, Халимошкин, Михаил Кузьмич, машинист угольного комбайна, Гребцов, Николай Васильевич, нач. сектора МУП СССР, — за изобретение и внедрение угольного комбайна для разработки маломощных крутопадающих угольных пластов
2. Унксов, Василий Александрович, руководитель работы, Богомол, Александр Алексеевич, Иванова, Таисия Николаевна, Мамедов, Мамед Осад оглы, Бобров, Владимир Алексеевич, инженеры-геологи, Хойтпак-оол, Кыргыс Хуурапович, — за открытие и разведку месторождения полезных ископаемых

### Вторая степень
1. Алексеев, Фёдор Алексеевич, руководитель работы, Енгуразов, Измаил Ибрагимович, Кутуков, Александр Иванович, Черемисин, Василий Андреевич, Мазыря, Леонтий Гаврилович, Алексин, Александр Георгиевич, геологи, Гудза, Владимир Иванович, буровой мастер, Фёдоров, Сергей Филиппович, ч.-к. АН СССР, — за открытие месторождений нефти
2. Богомолов, Герасим Васильевич, Шиленко, Афанасий Кузьмич, Проходцев, Михаил Васильевич, горные инженеры, Леонович, Павел Антонович, Нестерова, Наталия Петровна, Иванов, Андрей Алексеевич, геологи, Нестеров, Александр Иванович, буровой мастер, Розин, Александр Моисеевич, коллектив авторов, — за открытие и разведку месторождений соли
3. Карасёв, Александр Петрович, руководитель работы, Габриэлян, Александр Гаврилович, Алиев, Мамед Али Достали оглы, Прок, Иосиф Юдимович, Сулейманов, Алекпер Багирович, Ахмедов, Шариф Заман оглы, инженеры, Бабаев, Али Гусейн Мелик Дадыш оглы, буровой мастер, Иоаннесян, Рубен Аветисович, директор конторы бурения, — за разработку и освоение комплексного метода эксплуатации нефтяных месторождений
4. Клековкин, Николай Фёдорович, руководитель работы, Коровин, Александр Вениаминович, Родионов, Григорий Григорьевич, Тумольский, Леонид Михайлович, Коноплёв, Сергей Петрович, Семигузов, Георгий Кондратьевич, Швецов, Евгений Сергеевич, Смыков, Андрей Дмитриевич, Дубовский, Владимир Степанович, инженеры-геологи, Быков, Иннокентий Вячеславович, горный техник, — за открытие, разведку и освоение месторождений полезного ископаемого
5. Мустафинов, Ахмед Нюрмухамедович, руководитель работы, Шабанов, Сергей Капитонович, Шешин, Пётр Иванович, Шаповалов, Георгий Александрович, Невский, Дмитрий Арсеньевич, Голодов, Иван Иванович, Задов, Лазарь Павлович, Калинин, Василий Ильич, Гришин, Григорий Леонтьевич, инженеры-геологи, — за открытие и разведку месторождения нефти
6. Новиков, Евгений Иванович, руководитель работы, Бунина, Мария Васильевна, Губарев, Алексей Николаевич, Мясников, Денис Никонович, Сульман, Абрам Маркович, геологи, Климова, Ксения Васильевна, Хохряков, Николай Васильевич, геофизики, Акулов, Леонид Сергеевич, буровой мастер, — за открытие и разведку месторождения полезного ископаемого
7. Сучков, Пётр Николаевич, руководитель работы, Яковлев, Всеволод Александрович, Бутенко, Анатолий Васильевич, Черных, Елена Петровна, Юзефович, Сергей Александрович, геологи, Молчанов, Николай Павлович, горный инженер, — за открытие и разведку месторождений полезного ископаемого
8. Цатуров, Гурген Аванесович, руководитель работы, Левицкий, Пётр Иванович, инженеры-геологи, Голубев, Георгий Васильевич, Корниенко, Николай Васильевич, Симкин, Михаил Самойлович, горные инженеры, Ступин, Иван Георгиевич, экономист, Маренин, Александр Иванович, — за открытие, разведку и промышленное освоение полезного ископаемого

### Третья степень
1. Баронян, Аствацатур Гаврилович, руководитель работы, Абдулрагимов, Али Овсад Ибрагим оглы, Абасов, Али Аскер Алекперович, инженеры, Татаренко, Александр Семёнович, управляющий трестом, Бурдин, Юрий Петрович, инженер, Мамедов, Мубарек Абдулла оглы, нач. треста, — за разработку нового способа эксплуатации нефтяных скважин
2. Брацлавский, Михаил Арнольдович, руководитель работы, нач. отдела, Маринчев, Борис Трофимович, гл. конструктор проекта, Химченко, Борис Парфентьевич, ст. инженер, сотрудники Ленинградского филиала ГПКЭИУМ; Ильченко, Алексей Игнатьевич, гл. конструктор, Красиловский, Лев Соломонович, гл. инженер, Берлин, Матус Яковлевич, руководитель бюро Ворошиловградского завода имени А. Я. Пархоменко; Верховский, Илья Моисеевич, профессор МГИ имени И. В. Сталина, Стороженко, Александр Пантелеевич, гл. инженер Кальмиусской центральной обогатительной фабрики, Мухин, Михаил Андреевич, нач. смены Ново-Узловской Центральной обогатительной фабрики, — за создание и внедрение новых машин для классификации и обезвоживания углей
3. Буров, Александр Петрович, руководитель работы, гл. геолог Управления МГ СССР, Богословский, Михаил Георгиевич, Коц, Григорий Аркадьевич, Маланьин, Михаил Иванович, Фёдоров Михаил Васильевич, н. с. ВНИИМС; Попов, Александр Аркадьевич, Нахалов, Алексей Николаевич, Санников, Семён Маркелович, Желябин, Леонид Владимирович, инженеры, — за разработку и внедрение нового метода извлечения полезных материалов
4. Веденеева, Нина Евгеньевна, руководитель работы, д. ф.-м. н., зав. лабораторией ИКАН, Викулова, Мария Фёдоровна, ст. н. с. ВНИГИ, Ратеев, Михаил Алексеевич, ст. н. с. ИГНАН, — за разработку нового метода определения минералогического состава глин с помощью красителей
5. Гуляева, Александра Васильевна, Эйгелес, Моисей Арнольдович, профессор, Мокроусов, Владимир Алексеевич, Лебедев, Георгий Александрович, н. с. ВНИИМС, Рейтаровский, Остап Лукич, гл. инженер комбината, коллектив авторов, — за разработку новых методов обогащения полезного ископаемого
6. Лавров Владимир Николаевич, руководитель работы, сотрудник, Омельченко, Александр Николаевич, директор, Никифоров, Борис Иванович, научный руководитель отделения, Филатов Сергей Александрович, нач. отделения ВНИМИ; Иванов Игорь Васильевич, доцент ЛИТМО, Крикунов, Леонид Алексеевич, гл. маркшейдер МУП СССР, — за создание нового метода ориентировки шахт
7. Нечелюстов, Николай Васильевич, руководитель работы, Богатырёв, Александр Степанович, Исмагилов, Нургалей Садреевич, Поярков, Владимир Эрастович, Сандомирский, Лев Григорьевич, Шужанов, Муксим Габбасович, инженеры-геологи, — за открытие и разведку месторождений полезных ископаемых
8. Плаксин, Игорь Николаевич, ч.-к. АН СССР, руководитель работы, Куренков Иван Иванович, ст. н. с. ИГДАН, Недоговоров, Дмитрий Иванович, Вислогузов, Владимир Михайлович, Везо, Анатолий Иванович, Сысолятин, Сергей Александрович, инженеры, — за разработку и внедрение метода обогащения полезных ископаемых
9. Самойлюк, Николай Диомидович, руководитель работы, нач. отдела, Шкель, Георгий Константинович, гл. конструктор проекта, Клорикьян, Сурен Хоренович, гл. инженер, сотрудники ГПКЭИУМ; Ведерников, Виктор Иванович, горный инженер, Докукин, Александр Викторович, директор ВНИУИ, Иванов Василий Иванович, нач. цеха Харьковского завода «Свет шахтёра», Матвеев, Илья Иванович, нач. шахты, Абрамов, Иван Ефимович, гл. механик шахты, — за создание и внедрение конвейеров для механизации доставки угля из очистных забоев на тонких угольных пластах
10. Суханкин, Елевферий Исаакович, Иванов Михаил Михайлович, н. с. Уфимского нефтяного НИИ, — за разработку новых методов детального исследования физических свойств нефтей в пластовых условиях
11. Трефелов, Порфирий Дмитриевич, Чусовлянов, Александр Алексеевич, машинисты угольного комбайна, Шилин, Егор Иванович, механик участка, Скрябин, Василий Попилович, слесарь шахты имени С. М. Кирова; Чифранов, Владимир Николаевич, машинист угольного комбайна шахты «Капитальная № 1», Первухин, Семён Парамонович, машинист угольного комбайна «Физкультурник», — за внедрение угольных комбайнов «Донбасс» на шахтах Кузбасса и достижение их высокой производительности

## Химия и химическая технология

### Первая степень
1. Далин, Марк Александрович, Маркевич, Семён Миронович, Манько, Николай Трофимович, Серов, Андрей Александрович, Мигаловский, Илья Александрович, работники завода химической промышленности; Ваншейдт, Алексей Александрович, Каганова, Геська Мордуховна, Введенский, Александр Александрович, н. с., Архаров, Сергей Николаевич, инженер, коллектив авторов, — за разработку и внедрение нового метода получения спирта

### Третья степень
1. Иванов, Евгений Алексеевич, Корсунский, Олег Владимирович, Кувичинский, Владимир Александрович, Постовская, Екатерина Александровна, инженеры, Пожидаев, Иван Никитович, мастер, работники Дорогомиловского химзавода имени М. В. Фрунзе; Шебуев, Алексей Николаевич, ст. н. с., Шестов, Алексей Петрович, директор, н. с. НИИ органических полупродуктов и красителей имени К. Е. Ворошилова; Дипкин, Илья Львович, санитарный врач, коллектив авторов, — за коренное изменение методов производства полупродуктов для красителей
2. Крупышев, Михаил Арсеньевич, руководитель работы, ст. н. с., Глаголева, Наталия Алексеевна, Филимонов, Филипп Петрович, н. с. ВНИИСК имени академика С. В. Лебедева; Зенитов, Андрей Михайлович, Рыжманов, Михаил Артемьевич, инженеры заводов, — за разработку и внедрение в промышленность нового вида синтетического каучука
3. Селивестров, Николай Степанович, руководитель работы, Тихонова, Нина Александровна, Каримова, Софья Абдрахмановна, Лапин, Юрий Дмитриевич, инженеры-металлурги, — за разработку и внедрение в промышленность нового способа получения металла
4. Чукалин, Иван Иванович, руководитель работы, Аваев, Игорь Петрович, Волкова, Агриппина Ивановна, Гапонов, Пётр Савельевич, Толчин, Борис Срульевич, Цветков, Михаил Валентинович, Шехонина, Гали Александровна, инженеры, — за коренное усовершенствование технологии производства
5. Шуцкий, Сергей Владимирович, руководитель работы, гл. инженер, Барботин, Иван Романович, директор, Груздев, Владимир Петрович, Сысоев, Василий Павлович, Кузьмина, Людмила Ивановна, Селиверстов, Владимир Иванович, работники комбината; Белевцев, Борис Александрович, Дундуков, Алексей Андревич, Косолапов, Александр Сергеевич, сотрудники НИИ; Гарбар, Михаил Иванович, Белоруссов, Николай Иванович, инженеры, — за промышленное освоение метода производства химического продукта

## Энергетика

### Первая степень
1. Векслин, Исаак Моисеевич, руководитель работы, Аузинь, Юлий Янович, Булгаков, Анатолий Михайлович, Геппенер, Владимир Бертрамович, Зверев, Натан Меерович, Лихачёв, Георгий Сергеевич, Малышев, Андриан Семёнович, Михей, Александр Павлович, Пахолков, Георгий Александрович, Покровский, Андрей Глебович, Спицын, Михаил Александрович, Фельдман, Григорий Моисеевич, Шокин, Александр Иванович, Эпштейн, Абрам Борисович, инженеры, Петров Александр Иванович, нач. цеха, — за работу в области техники

### Вторая степень
1. Федосеев, Алексей Фролович, руководитель работы, гл. конструктор, Григорьев, Геннадий Владимирович, Игнатов, Константин Николаевич, Исаев, Константин Васильевич, Клюкин, Николай Михайлович, Михеев, Михаил Владимирович, Саратовский, Сергей Васильевич, Юденкова, Надежда Павловна, Якушов, Константин Дмитриевич, Ясман, Лев Михайлович, инженеры, — за создание нового оборудования

### Третья степень
1. Амбарцумов, Трофим Герасимович, руководитель работы, Дмитриев, Александр Петрович, Коварский, Ефим Михайлович, Косниковский, Алексей Иванович, Оболенский, Николай Александрович, Фёдоров Иван Фёдорович, Червяков, Александр Михайлович, инженеры, — за разработку новых агрегатов
2. Грибовский, Пётр Осипович, руководитель работы, Воронков, Георгий Николаевич, Тахер, Екатерина Ароновна, Токарева, Людмила Африкановна, Степанов, Глеб Александрович, Войнова, Валентина Николаевна, инженеры, Боголепов, Анатолий Дмитриевич, токарь-механик, Некрасов, Павел Дмитриевич, слесарь-механик, — за разработку и внедрение нового способа производства электроизоляционных изделий
3. Крапивин, Вадим Константинович, руководитель работы, Клячкин, Лев Михайлович, нач. отдела, Фалеев, Иван Николаевич, нач. КБ, Иванов Василий Михайлович, нач. участка цеха, Балонов, Александр Петрович, Самойленко, Яков Захарович, Терновцев, Василий Иванович, инженеры треста, — за разработку конструкции и внедрение в производство мощных ртутных выпрямителей
4. Колобов, Александр Филиппович, директор, Зайцев, Борис Николаевич, нач. техотдела, Яшин, Михаил Павлович, гл. технолог, Максин, Михаил Семёнович, нач. цеха, Шилов, Анатолий Дмитриевич, бригадир завода «Электрощит», коллектив авторов, — за создание и внедрение комплексных распределительных устройств высокого напряжения
5. Лашев, Евгений Константинович, руководитель работы, ст. н. с., Кузнецов Александр Павлович, нач. цеха, Эпштейн, Лев Абрамович, руководитель группы, работники ВЭТИ имени В. И. Ленина; Корицкий, Юрий Владимирович, директор института, Желтова, Вера Николаевна, нач. цеха завода, — за усовершенствование технологии производства электрической изоляции
6. Найфельд, Марк Романович, Сербиновский, Георгий Викторович, Матюхин, Георгий Семёнович, Клюев, Сергей Александрович, Брострем, Алексей Александрович, Боголюбов, Андрей Владимирович, Чадов, Иван Иванович, Макаров, Александр Иванович, Воронин, Николай Васильевич, коллектив авторов, — за разработку и осуществление системы электроснабжения высокой надёжности
7. Петров, Георгий Николаевич, руководитель работы, профессор, Окунь, Сигизмунд Семёнович, доцент, Прытков, Владимир Тихонович, к. т. н., н. с. МЭИ имени В. М. Молотова; Найдёнов, Иван Алексеевич, управляющий, Слоним, Нисим Моисеевич, гл. инженер ГВТ «Энергоремтрест»; Кашкаева, Екатерина Семёновна, нач. цеха, Пышкина, Софья Дмитриевна, нач. лаборатории завода «Электроаппарат», — за создание и внедрение в промышленность трансформаторов тока с новой системой компенсации
8. Тарасов, Георгий Яковлевич, руководитель работы, Ильичёв, Дмитрий Савельевич, Сидоренко, Михаил Самсонович, Толкачёв, Сергей Гаврилович, Шилов, Павел Петрович, инженеры, — за работу в области техники
9. Щегляев, Андрей Владимирович, профессор, Смельницкий, Сергей Георгиевич, доцент МЭИ имени В. М. Молотова; Ермаков, Дмитрий Акимович, гл. инженер Каширской ГРЭС, коллектив авторов, — за разработку и внедрение новой системы регулирования паровых турбин

## Строительство

### Вторая степень
1. Гершберг, Осип Абрамович, руководитель работы, доцент МИСИ имени В. В. Куйбышева, Погосов, Ашот Григорьевич, зам. МСПТИ СССР, Скворцов, Серафим Григорьевич, нач. бюро, Миронов Николай Иванович, мастер треста «Строитель»; Ганжа, Александр Никитич, гл. инженер Строительства водосливной плотины, Пикулик, Сергей Борисович, нач. отделения, Киреев, Василий Васильевич, гл. инженер Главпромстроя, Сердюков, Борис Михайлович, гл. инженер строительства, Толмачёв Александр Фёдорович, зам. гл. инженера, Ризоватов, Василий Васильевич, нач. отдела, Симонов, Михаил Захарьевич, зав. сектором Института сооружений АН Армянской ССР, Зверев, Борис Михайлович, инженер, — за разработку и внедрение в строительство гидротехнических и промышленных сооружений метода вакуумирования бетона
2. Зеневич, Дмитрий Иванович, инженер, Малюков, Валентин Алексеевич, нач. Ленинградского отделения ГИПРТ; Крысин, Пётр Фёдорович, зам. нач., Анисов, Герман Николаевич, Чулков, Константин Васильевич, работники ГУ МРФ СССР; Вальковский, Лев Викторович, гл. инженер отряда, Гончаров Николай Фёдорович, водолаз, Капский, Валентин Александрович, нач., Рогулин, Иван Васильевич, энергетик, Спиваков, Дмитрий Ильич, зам. нач. слипа; Косоногов, Александр Константинович, водолаз, Исаков, Николай Михайлович, гл. инженер, Фирсов, Олег Афанасьевич, инженер, Черепиин, Владимир Евгеньевич, нач. отдела, — за разработку и осуществление конструкции и способов строительства слипов новой системы
3. Свищёв, Георгий Петрович, руководитель работы, Николаев Александр Васильевич, Николаенко, Виктор Григорьевич, Шарохин, Николай Иванович, инженеры, — за разработку в области техники
4. Шелухин, Павел Васильевич, нач., Потапов, Андрей Никитович, гл. инженер, Мясоедов Николай Николаевич, гл. механик, Легкоступ, Иван Яковлевич, Капков, Леонтий Александрович, Каменецкий, Геннадий Яковлевич, Четвериков, Владимир Евгеньевич, нач. участков Главной Волго-Донской конторы Гидромеханизации; Разин, Николай Васильевич, гл. инженер Управления строительства Цимлянского гидроузла, Костюченко, Григорий Кузьмич, гл. инженер, Резчиков, Фёдор Иванович, нач. строительного района, коллектив авторов, — за осуществление скоростного намыва земляной плотины Цимлянского гидроузла
5. Энгель, Фридрих Фёдорович, руководитель работы, гл. инженер, Колегаев, Николай Михайлович, нач. отдела Управления; Филимонов, Николай Александрович, зам. гл. инженера, Шарый, Павел Андреевич, инженер, Пьянкова, Евгения Васильевна, нач. отделения, Менделеев, Дмитрий Михайлович, гл. инженер района, Громаков, Дмитрий Григорьевич, ст. производитель работ, Коновалов, Николай Петрович, гл. механик строительного района, Кукишев, Александр Павлович, нач. сооружения шлюза, Севастьянов Владимир Иванович, гл. инженер района, Курденков, Лев Иванович, н. с. НИИ оснований и фундаментов, — за внедрение в гидротехническое строительство новых способов водопонижения

### Третья степень
1. Алтунин, Степан Титович, профессор, руководитель лаборатории АН УзССР, — за разработку и внедрение в строительство новых принципов компановки водозаборных сооружений
2. Замков, Николай Степанович, руководитель работы, Вавилов, Павел Петрович, Кирсанов Иван Иванович, инструкторы Бюро технической помощи МСПМ СССР; Носенко, Николай Евлампиевич, Курек, Николай Михайлович, зам. директора, зав. лабораторией НИИ; Совалов, Иона Григорьевич, нач. лаборатории, Долженко, Георгий Фёдорович, н. с. ВНИИ организации и механизации строительства, — за коренное усовершенствование технологии заготовки арматуры для железобетона
3. Иванов Александр Николаевич, начальник отдела ГУ МПСМ СССР, Астанский, Лев Юрьевич, директор, Шкутин, Пантелеймон Васильевич, Дуплякин, Михаил Матвеевич, машинисты автоматических шахтных печей, Нищев, Николай Васильевич, гл. инженер, работники Подгоренского цементного завода; Завгородний, Николай Савельевич, гл. инженер Белгородского цементного завода, Гаврилов, Михаил Константинович, Вебер, Франц Антонович, директор, Черновол, Иван Андреевич, мастер цементного завода «Победа Октября», — за увеличение производительности автоматических шахтных печей
4. Иванченко, Иосиф Антонович, руководитель работы, нач. Мостотреста МПС СССР, Алексеенко, Дмитрий Васильевич, гл. инженер завода, Сидоров, Евгений Алексеевич, нач., Забродин, Борис Алексеевич, гл. инженер, Скрябин, Серафим Аполлонович, Шахнович, Владимир Васильевич, инженеры ПКБ; Артеменко, Николай Александрович, нач. отряда, Власов, Михаил Николаевич, Молоканов, Николай Михайлович, гл. инженеры отрядов, Чурляев, Владимир Васильевич, производитель работ отряда, Хлебников, Евгений Леонидович, руководитель отделения ВНИИЖДСиП, — за коренное усовершенствование способа строительства мостов
5. Коровкин, Алексей Павлович, Троицкий, Евгений Александрович, ст. н. с. ВНИИЖДСиП; Богданов, Николай Николаевич, гл. инженер проектов ЦПКБ Главмостостроя МПС СССР, коллектив авторов, — за разработку и внедрение предварительно-напряжённых железобетонных конструкций в строительство мостов
6. Лупичев, Николай Павлович, нач. Куйбышевского участка, Балахонов, Яков Иванович, механик Управления, Петров Александр Васильевич, техник, Власов, Анатолий Павлович, электросварщик мастерских, Зайцев, Виктор Григорьевич, механик пароходства «Волготанкер»; Козлов, Виктор Степанович, доцент, Муратов, Сергей Михайлович, Первухин, Николай Александрович, ассистенты, Ростенко, Дмитрий Васильевич, Сергеева, Лидия Сергеевна, лаборанты КИИ имени В. В. Куйбышева, Зубков, Пётр Максимович, нач. отдела ЦУ МРФ СССР, Козлов, Фёдор Степанович, зам. командира отряда, — за разработку нового безопасного способа ведения огневых ремонтных работ на нефтеналивных судах
7. Лурье, Юлий Сергеевич, директор, руководитель работы, Гладков Василий Фёдорович, нач. отдела, Мухин, Николай Васильевич, нач. опытного завода, Волконский, Борис Васильевич, нач. отдела, работники института «Гидроцемент»; Арефьев, Василий Алексеевич, гл. инженер ЛЦЗ имени В. В. Воровского, Гаркуша, Илья Васильевич, машинист цементного завода «Пролетарий», Ивлиев, Егор Иванович, машинист цементного завода «Коммунар», Мамолин, Дмитрий Андреевич, машинист цементного завода «Красный Октябрь», Коротов, Иван Петрович, машинист Хилковского цементного завода, Хазов, Иван Андреевич, машинист цементного завода «Большевик», Николаев, Фёдор Фёдорович, машинист цементного завода «Октябрь», Мороз, Иван Константинович, управляющий трестом «Новоросцемент», Санько, Леонид Яковлевич, гл. инженер ГУ МПСМ СССР, — за разработку и внедрение водяного охлаждения корпусов вращающихся цементно-обжигательных печей
8. Минаев, Кузьма Алексеевич, к. т. н., — за разработку методов расчёта
9. Минц, Даниил Максимович, руководитель работы, Шуберт, Сергей Александрович, н. с. АКХ имени К. Д. Памфилова, Маркизов, Владимир Иванович, гл. инженер Рублёвской водопроводной станции, Трапезников, Николай Иванович, нач. Горьковского городского управления водоснабжения и канализации, Подлипский, Виктор Александрович, гл. инженер Уфимского треста «Водоканализация», Новицкий, Николай Семёнович, нач. цеха Сталинской водопроводной станции, — за разработку и внедрение новой конструкции фильтра для очистки воды
10. Попов Иван Васильевич, руководитель работы, Николаев Николай Иванович, Куличихин, Николай Иванович, профессора, Приклонский, Виктор Александрович, Соколов Дмитрий Сергеевич, доценты МГРИ имени С. Орджоникидзе; Золотарёв, Георгий Сергеевич, доцент МГУ имени М. В. Ломоносова, Белый, Леонид Дмитриевич, нач. бюро, Тиздель, Роман Романович, гл. инженер отряда, сотрудники «Гидроэнергопроекта», — за создание методического руководства по инженерно — геологическим исследованиям для гидроэнергетического строительства
11. Саркисьянц, Георгий Айрапетович, руководитель работы, зам. нач. ГУ, Бессонов, Константин Терентьевич, ст. инженер-механик, Горьков, Александр Васильевич, гл. инженер, Думанецкий, Иван Иванович, нач. района, Юсов, Сергей Константинович, Жбанов, Василий Филиппович, гл. механики районов, Сухоцкий, Станислав Феликсович, нач. управления, Комаревский, Виктор Тихонович, зам. нач. отдела, Мартынов, Анатолий Петрович, нач. строительного участка, Горбатов, Николай Алексеевич, Аверин, Николай Дмитриевич, нач. лаборатории ВНИИОМС, — за создание механизированных камне — щебёночных заводов большой мощности
12. Симин, Григорий Фаддеевич, руководитель работы, зав. лабораторией, Полякова, Татьяна Ивановна, Туровский, Иосиф Григорьевич, Никольский Николай Васильевич, ст. н. с. РНИИПСМ МПСМ РСФСР; Лапшин, Пётр Александрович, гл. инженер, Садомов, Анатолий Иванович, нач. отдела МОУСПСМ; Матвеенко, Модест Степанович, нач. участка Никольского завода красного кирпича, Савостин, Дмитрий Яковлевич, нач., Суслин, Николай Дмитриевич, гл. механик, Герасимов, Илья Петрович, обжигальщик, работники Нижне-Котельского кирпичного завода; Назаренко, Владимир Михайлович, нач. Иркутского ОУПСМ, Савицкий, Флавиан Матвеевич, гл. инженер Лискинского кирпичного завода, Зохин, Григорий Иосифович, нач. Красноярского КУПСМ, Вырупаева, Аграфена Иосифовна, мастер цеха, Раков, Александр Данилович, нач. цеха Красноярского кирпичного завода; Яковлев, Иван Романович, гл. инженер Смоленского ОУПСМ, — за разработку и внедрение метода скоростной сушки кирпича в камерных и туннельных сушилках
13. Смирнов, Леонид Иванович, руководитель работы, зам. нач. ГКСМ СССР по делам строительств, Вах, Сергей Александрович, нач. отдела МСМ СССР, Генин, Мордухай Яковлевич-Иоселевич, нач., Шестопалов, Василий Иванович, нач. нач. Экспериментальной мастерской конструкторской конторы, Хоткевич, Сергей Григорьевич, гл. инженер треста «Сантехмонтаж»; Демчук, Леонид Павлович, гл. инженер завода, Гантман, Самсон Павлович, инженер, — за коренное усовершенствование методов санитарно-технических монтажных работ
14. Стржалковский, Евгений Генрихович, Шильдкрот, Мендель Аббович, Сорокин, Макарий Андреевич, Капитанский, Григорий Львович, Ивченко, Леонид Георгиевич, Довгер, Иван Фёдорович, инженеры, коллектив авторов, — за коренные усовершенствования методов и технологии строительства предприятий машиностроения
15. Царевский, Алексей Михайлович, директор, Пугавко, Борис Иулианович, ст. н. с. ВНИИГиМ; Кратынский, Владимир Иванович, зам. нач. ГУ, Михайлов Георгий Михайлович, нач. МСК Укрводстроя, Щёткин, Пётр Григорьевич, гл. механик треста, Укембаев, Миркамал Аймуразович, директор Нижне-Амударьинской МЭС, Цхадая, Григорий Андреевич, гл. инженер землесосно-строительного завода МХ СССР; коллектив авторов, — за коренное усовершенствование методов производства работ по очистке оросительных систем
16. Шестаков, Николай Фёдорович, Шестернин, Михаил Фёдорович, Ярыгин, Никифор Михайлович, бригадиры-машинисты экскаваторов, коллектив авторов, — за внедрение передовых методов труда на экскаваторных работах

## Транспорт и связь

### Первая степень
1. Бакулов, Иван Иванович, руководитель работы, Беляков, Алексей Павлович, Ермолов, Николай Иванович, Жданов, Валерий Сергеевич, Комаров, Сергей Фёдорович, Малиевский, Александр Петрович, Некрасов, Леонид Владимирович, Перов, Георгий Артамонович, Соловьёв, Лев Николаевич, Черных, Фёдор Никанорович, инженеры, — за создание новых образцов аппаратуры
2. Дулицкий, Виктор Семёнович, руководитель работы, Денисов, Георгий Васильевич, Евграфов, Леонид Васильевич, Ковалёв, Олег Петрович, Новиков, Эммануил Львович, Русанов, Иван Александрович, Сычаев, Сергей Дмитриевич, Твердохлебов, Вадим Юрьевич, Чирин, Пётр Александрович, Эльтерман, Юрий Владимирович, инженеры, — за работу в области связи

### Вторая степень
1. Антонов, Олег Константинович, руководитель работы, Белолипецкий, Алексей Яковлевич, Домениковский, Владимир Антонович, Сенчук, Евгений Кузьмич, инженеры, Батумов, Анатолий Алексеевич, Болбот, Ануфрий Викентьевич, Трунченков, Николай Степанович, конструкторы, — за создание самолёта Ан-2
2. Бочкарёв, Борис Александрович, руководитель работы, Бочкарёва, Валерия Александровна, Яковлев Борис Иванович, инженеры, Горбунов, Николай Давыдович, директор института, — за разработку отечественной конструкции деталей для радиоаппаратуры
3. Полянский, Александр Сергеевич, руководитель работы, Зайцев, Сергей Тимофеевич, Илларионова, Нина Анатольевна, Николаев, Василий Давыдович, Портной, Саул Исаакович, Фальков, Давыд Григорьевич, Яковлев Михаил Александрович, Чижов, Владимир Петрович, Гликин, Марк Исаакович, инженеры, — за работу в области связи

### Третья степень
1. Агафонов, Пётр Александрович, машинист депо Челябинск ЮУЖД, Асеев, Семён Дмитриевич, Ягодин, Дмитрий Николаевич, машинисты депо Улан-Удэ ВСЖД; Голенков, Владимир Иванович, машинист депо Барабинск ОмЖД, Милейко, Никифор Семёнович, машинист депо Курорт-Боровое КарЖД, Петров, Валентин Григорьевич, машинист депо Новосибирск ТомЖД, коллектив авторов, — за коренные усовершенствования методов производственной работы, обеспечившие достижение высоких пробегов паровозов между ремонтами
2. Андреев Николай Михайлович, гл. конструктор, Карпов, Дмитрий Тимофеевич, конструктор КБ МЛП СССР; Афанасьев, Иван Александрович, нач цеха КСМЗ, Петров, Яков Петрович, зав. сектором, Пузанов, Николай Фёдорович, ст. н. с. ЦНИИВЛТГ; Артемьев, Евгений Иванович, Егоров Борис Григорьевич, Здоров, Павел Александрович, конструкторы завода МТМ СССР, — за создание и внедрение в серийное производство газогенераторного буксирного катера
3. Богородицкий, Николай Петрович, профессор, Куржелевский, Борис Станиславович, директор, Рабинович, Абрам Ефимович, гл. инженер завода; Сканави, Георгий Иванович, профессор, Фридберг, Илларий Дмитриевич, Орфинская, Ольга Константиновна, нач. лабораторий, коллектив авторов, — за разработку и организацию массового производства деталей для радиоаппаратуры
4. Бороздюк, Георгий Георгиевич, руководитель работы, нач. лаборатории, Бабенко, Иван Анисимович, гл. инженер опытного завода, Белецкий, Александр Фёдорович, ст. н. с., Дриацкий, Николай Михайлович, Стипаков, Иосиф Симхович, мл. н. с., Степанов, Георгий Николаевич, нач. лаборатории НИИ МПСС СССР; Николаев Георгий Александрович, инженер завода, Халезов, Борис Васильевич, зам. нач., Блохин, Александр Степанович, нач. лаборатории, Басик, Илья Васильевич, ст. н. с., Великин, Яков Иосифович, нач. лаборатории ЦНИИ МС СССР; Аджемов, Сергей Артемьевич, гл. инженер ЦУ МС СССР, — за разработку многоканальной системы высокочастотного телефонирования
5. Брылеев, Аркадий Михайлович, руководитель работы, нач. лаборатории, Фонарёв, Наум Михайлович, Шишляков, Александр Владимирович, Пенкин, Николай Фёдорович, Аршавский, Соломон Львович, ст. н. с., Танцюра, Алексей Андроникович, руководитель лаборатории, Можаев, Сергей Степанович, ст. лаборант ВНИИЖДТ; Машков, Константин Дмитриевич, зам. нач. ГУ МПС СССР, Егоров Владимир Павлович, нач. службы Управления ЮУЖД, — за разработку и внедрение локомотивной автоматической сигнализации с непрерывным автостопом
6. Бухвалов, Евгений Васильевич, руководитель работы, Ложкарёв, Владимир Семёнович, Овсянников, Василий Иванович, Щербаковский, Илья Аронович, инженеры, Белов, Валентин Фёдорович, слесарь-механик, Елизаров, Михаил Афанасьевич, нач. цеха, — за разработку новой радиостанции
7. Валеев, Хады Сабирович, руководитель работы, Пономаренко, Василий Дмитриевич, Попова, Варвара Тимофеевна, Турский, Георгий Ричардович, н. с. НИИ, Терентьева, Татьяна Игоревна, инженер завода, — за разработку и освоение в производстве конденсаторов нового типа
8. Великовский, Владимир Львович, руководитель работы, Вартанесян, Вартгес Агаронович, Гринберг, Ида Овсеевна, Ефимов, Константин Алексеевич, Королёв, Михаил Иванович, Лебедев Николай Иванович, Нестеренко, Александр Емельянович, Хитревский, Михаил Лаврентьевич, инженеры, — за разработку радиоаппаратуры
9. Григорьев Михаил Васильевич, руководитель работы, Волков, Вениамин Александрович, Лобашев, Николай Игнатьевич, Шустина, Александра Львовна, Шутак, Дмитрий Леонидович, н. с. НИИ, — за разработку и освоение промышленного производства нового материала
10. Златкин, Ефим Львович, руководитель работы, Быстров, Георгий Николаевич, Голованов, Сергей Михайлович, Лошаков, Ростислав Петрович, Ренне, Павел Тихонович, Соколов, Владимир Васильевич, Шишагин, Алексей Александрович, инженеры, Хлыбов, Алексей Васильевич, ст. мастер, — за разработку радиостанции
11. Любченко, Иван Ульянович, руководитель работы, Замешаев, Иван Александрович, Кейлин, Рувим Шнеерович, Масленников, Виктор Михайлович, Толстопятов, Дмитрий Михайлович, Файнштейн, Ной Давидович, инженеры, Шевелько, Юрий Андреевич, механик, — за разработку радиоаппаратуры
12. Наумов, Андрей Владимирович, руководитель работы, Островский, Иосиф Вениаминович, Рахманов, Владимир Фёдорович, Шейнман, Григорий Яковлевич, Шкрабак, Илья Дмитриевич, Лебедев, Борис Николаевич, Казистов, Иван Васильевич, Семёнов, Сергей Дмитриевич, — за разработку и организацию серийного производства радиоаппаратуры
13. Нефёдов, Иван Иванович, дорожный мастер Харьковской дистанции пути Южной ЖД, Удалов, Афанасий Степанович, ст. дорожный мастер Голышматовской дистанции пути ОмЖД, Мальцева, Екатерина Ивановна, мастер Шадринской дистанции пути ЮЖД, Колесников, Павел Иванович, ст. преподаватель ДИИТ имени Л. М. Кагановича, — за разработку и осуществление передовых методов ведения текущего содержания пути
14. Сидоров, Константин Васильевич, руководитель работы, Лакерник, Рафаил Моисеевич, Козырева, Мария Николаевна, Рыбак, Сергей Кириллович, инженеры завода, Гроднев, Игорь Измайлович, Сонин, Валентин Павлович, Климов, Михаил Александрович, инженеры, Кулешов, Василий Николаевич, ст. н. с., — за работу в области кабельной техники
15. Щеблыкин, Андрей Тимофеевич, ст. осмотрщик вагонов, Чаус, Яков Павлович, вагонный мастер, Ляшко, Иван Свиридович, слесарь, Шпак, Виктор Кириллович, осмотрщик вагонов, Ильченко, Антонина Макаровна, смазчик, Котляров, Александр Акимович, ст. инженер, Рудченко, Дмитрий Акимович, гл. инженер депо станции Красный Лиман СДЖД, коллектив авторов, — за внедрение нового метода техосмотра и текущего ремонта вагонов

## Сельское хозяйство

### Вторая степень
1. Костина, Клавдия Фёдоровна, Рябов, Иван Николаевич, Рихтер Александр Андреевич, ст. н. с., Арендт, Нина Константиновна, н. с., Коверга, Анатолий Сафронович, директор НБС имени В. М. Молотова, коллектив авторов, — за выведение новых сортов абрикосов, слив, инжира и маслины
2. Кузьмин, Валентин Петрович, зав. отделом Шортандинской с/х опытной станции имени К. Б. Бабаева Акмолинской области КССР, — за выведение новых сортов зерновых и масличных культур
3. Малюгин, Евгений Александрович, руководитель работы, ст. н. с., Коликов, Михаил Семёнович, н. с. ВИР; Миловзоров, Анатолий Иванович, зав. лабораторией, Малюгин, Пётр Александрович, директор Приаральской опытной станции ВИР, — за разработку методов растениеводческого освоения песчаных полупустынь Западного Казахстана

### Третья степень
1. Айвазашвили, Осана Николаевна, звеньевая колхоза имени Чарквиани Кистауровского сельсовета Ахметского района Грузинской ССР, Султанова, Алияхон, звеньевая колхоза имени С. М. Кирова Бувайдинского района Ферганской области УзССР, — за коренное усовершенствование выкормки тутового шелкопряда
2. Близниченко, Владимир Алексеевич, директор Чохского госплемрассадника МСХ ДАССР, Бусурин, Яков Алексеевич, гл. зоотехник Управления МСХ СССР, Гаджиев, Абидин Ибрагимович, зам. МСХ ДАССР, Гусейнов, Саид Ибрагимович, директор ИЖ Дагестанского филиала АН СССР, Исламов, Ислам, председатель, Пакалов, Омар, ст. чабан колхоза имени И. В. Сталина селения Чох Гунибского района ДАССР, — за выведение новой горной породы полутонкорунных овец «Дагестанская горная»
3. Брежнев, Дмитрий Данилович, Лизгунова, Татьяна Васильевна, ст. н. с. ВИР, Красочкин, Василий Трофимович, ст. н. с. Пушкинских лабораторий ВИР, Гусев, Павел Петрович, н. с. Полярной опытной станции ВИР, коллектив авторов, — за выведение новых сортов овощных культур и продвижение их семеноводства в северную зону
4. Гермашев, Семён Захарович, ст. чабан колхоза имени В. Володарского Степновского района, Гринько, Григорий Павлович, ст. чабан колхоза «Красный камышанник», Боридько, Павел Николаевич, ст. чабан колхоза имени И. В. Сталина Левокумского района, Попов, Василий Иванович, ст. чабан колхоза имени 9 января Арзгирского района Ставропольского района, Кривомаз, Аким Максимович, ст. чабан колхоза «Страна Советов» Рубцовского района Алтайского края, Уманский, Никита Фёдорович, ст. чабан колхоза имени И. В. Сталина Камышеватского района Краснодарского края, Михайлов, Иван Иванович, ст. чабан колхоза имени В. И. Ленина Кизлярского района Грозненской области, — за усовершенствование методов работы в тонкорунном овцеводстве
5. Дука, Степан Харитонович, директор, Родионов, Александр Петрович, научный работник УНИИ плодоводства, — за выведение новых сортов плодово-ягодных культур для УССР
6. Егоров, Михаил Григорьевич, агротехник-овощевод колхоза «Новая жизнь» Мегино-Кангаласского района ЯАССР, — за разработку и внедрение передовых приёмов агротехники овощеводства в колхозах ЯАССР
7. Жучков, Николай Григорьевич, профессор ЛСХИ, — за разработку методов создания кольца садов под Ленинградом
8. Калайтанов, Роман Иванович, Чаликов, Александр Игнатьевич, Кравченко, Григорий Михайлович, ст. чабаны колхоза «Красный Будённовец» Левокумского района, Корецкий, Алексей Леонтьевич, ст. чабан колхоза «Культурник» Арзгирского района, Ересько, Яков Илларионович, зав. овцеводческой фермой колхоза «2-я Пятилетка» Ипатовского района, Калашников, Сергей Егорович, ст. чабан колхоза «Победа» Петровского района, Жадан, Василий Иванович, участковый зоотехник Левокумского госплемрассадника тонкорунных овец, Добриков, Иван Терентьевич, гл. зоотехник Ипатовского райотдела сельского хозяйства, Пилипенко, Тихон Иванович, зам. председателя колхоза имени А. А. Жданова Левокумского района, Окуличев, Григорий Александрович, к. с/х н., Лопырин, Анатолий Иванович, ст. н. с., Граудынь, Николай Иванович, зав. отделом разведения овец ВНИИ овцеводства и козоводства, Щучкин, Павел Аркадьевич, ст. зоотехник совхоза «Турксад», — за коренное усовершенствование породы тонкорунных овец «Советский меринос» в колхозах Ставропольского края
9. Ковтуненко, Иван Порфирьевич, технический руководитель Кабардинского садово-оранжерейного хозяйства, — за выведение новых сортов декоративных растений и повышение их морозостойкости и засухоустойчивости
10. Колесников, Леонид Алексеевич, нач. колонны 1-й автобазы Всесоюзного треста торгового транспорта, — за выведение большого числа новых сортов сирени
11. Краснюк, Авксентий Алексеевич, зав. лабораторией НИИ земледелия Юго-Востока СССР, — за выведение нового сорта озимой ржи «Волжанка»
12. Лукашенко, Фёдор Данилович, н. с. Узбекского НИВИ, Полковникова, Раиса Степановна, зав. лабораторией, Иванов, Серафим Петрович, Смирнов Иван Иванович, ст. н. с. Киргизской научно-исследовательской ветеринарной опытной станции, Архипов, Николай Михайлович, нач. ветеринарного управления Министерства совхозов РСФСР, — за разработку метода изготовления вакцины против инфекционного воспаления лёгких у коз
13. Мазлумов, Аведикт Лукьянович, зав. отделом, Савченко, Никита Аникеевич, ст. н. с. Рамонской опытно-селекционной станции МСХ СССР, — за выведение и внедрение в производство новых сортов сахарной свёклы
14. Морозов, Василий Константинович, зав. лабораторией НИИ земледелия Юго-Востока СССР, — за выведение и внедрение в производство сорта подсолнечника «Саратовский 10»
15. Мусамухамедов, Ризамат, агроном управления с/х пропаганды МСХ УзССР, — за коренное усовершенствование методов формирования, обрезки виноградных кустов и реконструкции виноградников
16. Ланских, Константин Георгиевич, руководитель работы, директор, Толстунова, Мария Никитична, ст. зоотехник, Житенёва, Мария Васильевна, Потапова, Евдокия Григорьевна, зав. цехами, Батищева, Елизавета Фоминична, ст. оператор, Волкова, Евдокия Степановна, птичница птицеводческого совхоза «Арженка» Тамбовской области, — за коренное усовершенствование методов производственной работы в области племенного птицеводства
17. Симон, Модест Остапович, руководитель работы, директор, Терницкий, Павел Иванович, ст. н. с., Овсянников, Александр Иванович, зав. отделом, Кушнаренко, Варвара Фёдоровна, свинарка, Лысаков, Андрей Фёдорович, директор опытного хозяйства Сибирского НИИ животноводства; Сиротенко, Ольга Ивановна, зав. Нарымским опорным пунктом, Скорик, Иван Трофимович, ст. преподаватель Новосибирского СХИ, Карташова, Ольга Тарасовна, свинарка Ояшинского племенного свиноводческого совхоза, Преснякова, Антонина Степановна, гл. зоотехник Ояшинского райотдела сельского хозяйства Новосибирской области, Савина, Екатерина Тимофеевна, зоотехник Новосибирской ветеринарной опытной станции, — за выведение и распространение Сибирской северной породы свиней
18. Чепуров, Константин Павлович, зав. лабораторией Дальневосточного зонального НИВИ, — за разработку и внедрение в практику новых биологических препаратов вакцины и сыворотки против диплококковых заболеваний с/х животных

## Лёгкая и пищевая промышленность

### Вторая степень
1. Комовский, Алексей Севостьянович, ст. н. с. ТИНРО, Долгов, Вадим Борисович, Гавриленко, Константин Фёдорович, инструкторы неводного лова, — за разработку новой конструкции штормоустойчивых ставных неводов и внедрение их в промышленность
2. Ледерман, Илья Вениаминович, Черчинцев, Николай Александрович, руководители работы, Белоцерковский, Матвей Иосифович, Емельянов, Николай Николаевич, Панченко, Алексей Афанасьевич, Фёдоров, Николай Георгиевич, инженеры, Коломиец, Юрий Тимофеевич, директор, Осин, Анатолий Александрович, гл. технолог завода, — за коренное усовершенствование технологического процесса

### Третья степень
1. Авмочкин, Александр Васильевич, ст. н. с., Пузырёв, Иосиф Васильевич, ст. инженер-конструктор Ивановского НИИХБП; Швырёв, Сергей Сергеевич, руководитель лаборатории автоматики ЦНИИХБП, Батьков, Александр Иванович, гл. инженер фабрики Большой Ивановской мануфактуры, Игнатов, Анатолий Семёнович, нач. производства, Матвеев, Александр Петрович, гл. инженер, Патрикеев, Алексей Николаевич, конструктор, Радовицкий, Владимир Петрович, гл. конструктор завода «Текстильприбор», — за автоматизацию процессов текстильного производства
2. Бахарев, Иван Яковлевич, руководитель работы, Андреева, Нина Ильинична, н. с., Клеев, Илья Андреевич, ст. н. с., Дрогалин, Кузьма Васильевич, зав. кабинетом, сотрудники ВНИИ зерна и продуктов его переработки; Денисов, Николай Иванович, гл. механик, Павлов Владимир Николаевич, руководитель группы, сотрудники Госинститута «Промзернопроект», Мнышенко, Александр Кузьмич, ст. гос. хлебный инспектор Корсунь-Шевченковского хлебоинспекционного пункта, Пименов, Афанасий Спиридонович, уполномоченный Министерства заготовок по Ленинградской области, Дубинин, Пётр Моисеевич, гл. агроном Ростовской областной конторы «Сортсемовощ», — за исследование и внедрение метода сохранности качества зерна
3. Борисов, Павел Гаврилович, руководитель работы, профессор МТИРПХ имени А. И. Микояна, Приходько, Борис Игнатьевич, Бабушкин, Николай Яковлевич, зав. лабораториями Каспийского филиала ВНИРО; Субботин, Александр Фёдорович, капитан сейнера Марфинской МРС Астраханской области, Александров, Михаил Павлович, гл. механик отдела флота Астраханского областного управления МРХ СССР, — за разработку и внедрение в промышленность нового способа промысловой разведки и лова рыбы при помощи подводного электроосвещения
4. Бурнецкий, Альфонс Александрович, руководитель работы, гл. инженер, Карклиньш, Роман Янович, технолог химического цеха, Пазгле, Ария Карловна, технолог бродильного цеха, Сивицкий, Алексей Евстафьевич, директор, сотрудники Рижского опытного завода лимонной кислоты, Войвод, Янис Петрович, доцент ЛГУ, — за освоение и внедрение в промышленность нового вида сырья для производства пищевой лимонной кислоты
5. Галкина, Любовь Анатольевна, н. с., Лапатухин, Вениамин Семёнович, ст. руководитель ВНИИ полиграфической промышленности и техники; Колчанов, Владимир Михайлович, директор 2-го завода полиграфических красок, Лазарев, Алексей Иванович, гл. инженер 1-го завода полиграфических красок, Попов, Илья Васильевич, нач. цеха Ростовской хромолитографии имени Ильича, коллектив авторов, — за разработку и внедрение в промышленность метода производства рулоной бронзовой и цветной фольги
6. Козлов Михаил Васильевич, Дула, Иосиф Янович, ведущие конструкторы ПКК МЛП РСФСР, — за изобретение и внедрение нового оборудования, механизирующего трудоёмкие процессы лёгкой промышленности
7. Левченко, Мария Ивановна, закройщица, Муханов, Григорий Васильевич, бригадир, Завадская, Прасковья Петровна, бухгалтер цеха, работники обувной фабрики «Буревестник»; Федосеева, Анна Григорьевна, ткачиха Краснознамённой фабрики, коллектив авторов — инициаторы соцсоревнования за снижение себестоимости на каждой операции
8. Смирнов, Николай Трофимович, механик ШФ «Большевичка», Чванов, Виктор Иванович, механик ШФ «Красная оборона», Фомичёв, Николай Николаевич, ст. механик ШФ «Красная швея» МЛП СССР, коллектив авторов, — за разработку и внедрение приспособлений малой механизации в швейную промышленность
9. Уткин, Виктор Васильевич, руководитель работы, Бестужев, Куприян Ильич, Борог, Валерий Африканович, Кирсанов, Николай Васильевич, Смирнов Борис Васильевич, инженеры, Гозулов, Сергей Авдеевич, Исаков, Пётр Кузьмич, Долгов, Пётр Иванович, Кочетков, Василий Степанович, — за создание нового оборудования
10. Черешнев, Леонид Трофимович, руководитель работы, руководитель КБ, Глебов, Дмитрий Васильевич, нач. цеха, Смирнов, Иван Леонидович, Хайло, Владимир Степанович, инженеры-конструкторы, Яковлев, Сергей Петрович, слесарь, работники ЦНИИ шёлковой промышленности; Паршин Алексей Николаевич, нач. мастерской комбината «Красная роза», — за разработку и внедрение малогабаритных и быстроходных шёлкоткацких станков

## Медицина

### Первая степень
1. Сергиев, Пётр Григорьевич, руководитель работы, Беклемишев, Владимир Николаевич, д. ч. АМН СССР; Буслаев, Михаил Алексеевич, нач. отдела МЗ СССР, Джапаридзе, Пётр Спиридонович, директор Абхазской противомалярийной станции, Исаев, Леонид Михайлович, профессор, директор Узбекского института малярии и медицинской паразитологии, Набоков, Валериан Александрович, ст. н. с., Рашина, Мария Григорьевна, зав. сектором, Шипицына, Нина Константиновна, Якушева, Анна Ивановна, ст. н. с. Института малярии, медицинской паразитологии и гельминтологии МЗ СССР; Покровский, Сергей Никандрович, директор Института малярии и медицинской паразитологии МЗ РСФСР, Правиков, Глеб Алексеевич, директор Института малярии и медицинской паразитологии МЗ Туркменской ССР, — за разработку и внедрение в практику здравоохранения комплексной системы мероприятий, обеспечившей резкое снижение заболеваемости малярией в СССР и ликвидации её, как массового заболевания, в ряде республик и областей
2. Тимаков, Владимир Дмитриевич, ч.-к. АМН СССР, Лебедев, Николай Евгеньевич, д. м. н., руководители работы; Морозов, Михаил Акимович, д. ч. АМН СССР, Бейлинсон, Анастасия Васильевна, к. б. н., Долинов, Константин Евгеньевич, к. х. н., Лещинская, Елена Николаевна, к. м. н., — за коренное усовершенствование методов производства лечебно-профилактических препаратов

### Вторая степень
1. Багдасаров, Андрей Аркадьевич, руководитель работы, ч.-к. АМН СССР, директор, Васильев, Пётр Сергеевич, профессор, Розенберг, Григорий Яковлевич, к. б. н., Виноград-Финкель, Фрида Робертовна, профессор, Владос, Харлампий Харлампиевич, профессор, Гроздов, Дмитрий Митрофанович, д. м. н., Кукель Анна Сергеевна, н. с. Центрального института гематологии и переливания крови; Филатов, Антонин Николаевич, профессор, Богомолова, Любовь Григорьевна, н. с. ЛНИИ переливания крови, — за разработку новых методов консервирования крови и получения её лечебных препаратов
2. Петров Борис Александрович, профессор, гл. хирург МНИИСП имени Н. В. Склифосовского, — за разработку метода свободной пересадки кожи при больших дефектах

### Третья степень
1. Бочарников, Олимп Николаевич, Карпузиди, Константин Савельевич, Климченко, Иван Захарович, Коннова, Антонина Михайловна, Ступницкий, Пётр Никитич, Тинкер, Иосиф Самсонович, Шишкин, Александр Кондратьевич, н. с. НИИ; Иофф, Илья Григорьевич, профессор, Калабухов, Николай Иванович, профессор, коллектив авторов, — за работы в области здравоохранения
2. Климов, Константин Михайлович, зав. клиникой УЦНИИОТ, — за разработку нового способа соединения длинных трубчатых костей при переломах и ложных суставах
3. Панков, Виктор Алексеевич, майор мед/сл, ординатор ГВКГ имени Н. Н. Бурденко, — за разработку транспортно-лечебной шины и создание конструкции аппарата для скелетного вытяжения, применяемых при переломах бедра
4. Пидопличко, Николай Макарович, Билай, Вера Иосифовна, ст. н. с., Гулый, Максим Федотович, ч.- к. АН УССР, Сорени, Эмерих Теодорович, д. б. н., коллектив авторов, — за создание и внедрение в медицинскую практику нового лекарственного препарата
5. Шестеренко, Алексей Филиппович, инженер, — за разработку нового аппарата для медицинских целей

## Прочие лауреаты
- Калмыков, Валерий Дмитриевич, советский государственный и партийный деятель
- Курчатов, Борис Васильевич, физикохимик
- Фрумкин, Александр Наумович, электрохимик
- Черенков, Павел Алексеевич, физик
- Щукин, Александр Николаевич, радиотехник